# Melkart
Melkart (héber מלכקרת) a föníciaiak egyik istensége. Neve funkciójából fakad: Milk-qart azt jelenti „a város királya”, a népek védelmezője és irányítója, „az Ég tüze”, a vadász. A név azonban még korábbi, akkád eredetű, eredetileg Milqartu és valószínűleg nem önálló istenség volt, hanem különböző városvédő istenek jelzője. Moloch (szintén mlk) párhuzamai miatt az egyiptomi Resef és a mezopotámiai Nergal istenekhez is hasonlítják, de Apollónnal is vannak hasonlóságok. Föníciában legnagyobb kultusza Türoszban volt, ahol az egész város egy ősi Melkart-templom köré szerveződött. Itt Asera, Gubla úrnője fiaként tisztelték. Karthagóban a Melkart-templom a fellegvár legmagasabb pontján állt.
Mind Melkart, mind Asera ugariti közvetítéssel jutott Föníciába. A név néha keveredik Baál nevével, mivel „a város királya” helyett néha „a város ura” (Milk-Baˁal) szerepel a feliratokban. Egyes esetekben kifejezetten Baált tisztelik Melkart néven, vagy Melkart a közvetítő Baál és a földi világ között. Melkartnak napisteni szerepköre is volt, éppúgy december 25-én ünnepelték újjászületését, mint a többi szoláris jellegű keleti isten, például Mithrász esetén.
A föníciai gyarmatvárosok sorozatos alapításával Melkart kultusza elterjedt a Földközi-tenger nyugati medencéjében. A punok településein több Melkart-templom ismert Karthagótól Gadeiráig. A görög korban e helyi Melkartok jó része Héraklésszel azonosult. A gadeirai Melkart-templom nyolc könyök magasságú (körülbelül 4 méter) ércoszlopait Héraklész oszlopaival is azonosítják, Türoszban teljes mértékben összeolvadt a két kultusz. Egy másik görög azonosítás Melikertészre mutat, akinek emlékére a hagyományok szerint az iszthmoszi játékokat alapították. Valószínűleg föníciai kereskedők versenyeztek Melkart tiszteletére és ebből lett a görög mítosz, ahol Melikertész a tengeri hajózás és kereskedelem védelmezője.
I. Hirám türoszi király idején (körülbelül az i. e. 10. század, de ez a dátum Dávid zsidó király datálásától függ) új templomot emeltek Melkartnak Türoszban, amit azonban Baál-Hadadnak dedikáltak. Ez a templomalapítás a város újjáalapítását, újjászervezését jelképezte. Ekkortól került Türosz panteonjának élére Melkart. Az asszír fennhatóság alatt i. e. 694-től egy Abd-Melkart nevű kormányzó állt a város élén. Nevek tekintetében a pun Hamilkar is említendő, amelynek jelentése Melkart szolgálója és például Hamilkar Barkasz viselte.
III. Alexandrosz makedón király Héraklész nevű fiának Melkart-Héraklész tiszteletére adta ezt a nevet.

## Lásd még
Melkart-sztélé